# Skive Cykle Klub
Skive Cykle Klub er en dansk cykelklub med base i Skive. Klubben blev etableret i 1952, har primært landevejscykling og mountainbike på programmet. Den har været arrangør af blandt andet DM i cykelcross og et årligt DCU licensløb.

## Historie
Den første gang hvor navnet Skive Cykle Klub blev benyttet var fra maj 1889 til 30. maj 1893, da byens første cykelklub eksisterede. Den arrangerede primært udflugter på cykel, selvom flere af klubbens medlemmer lavede flere store resultater i nationale cykelløb. Klubben eksisterede i fire år.
I 1952 blev den nuværende Skive Cykle Klub stiftet. I 2004 arrangerede klubben de jysk-fynske mesterskaber i cykelcross, og den var også arrangør for DM i cykelcross 2005. I de efterfølgende år arrangerede klubben motionsløb i cykelcross, inden den i december 2022 igen havde besøg af eliterytterne, da der blev afholdt jysk-fynske mesterskaber i Lånum. Fra 2022 til 2024 har klubben hvert år været arrangør af en afdeling i den danske elite-cup i cykelcross. DM i cykelcross 2026 bliver anden gang at klubben skal arrangere et danmarksmesterskab.
I over ti år har Skive Cykle Klub været arrangør af et DCU licensløb i linjeløb for eliten og bredden. Det bliver kørt under sponsornavnet Agro Top løbet, og har start og mål i Spøttrup.